# Ört
För andra betydelser, se Ört (olika betydelser).

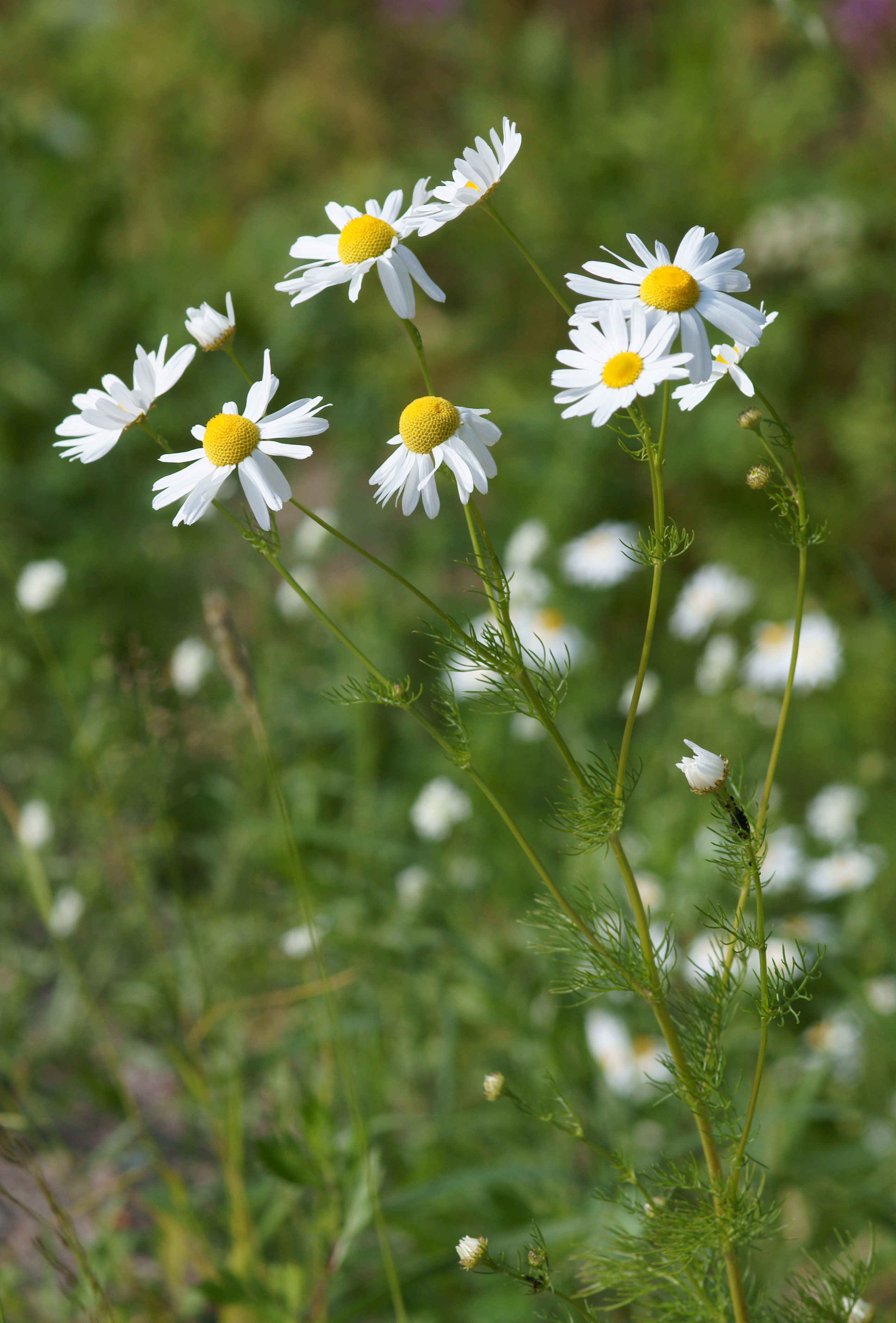
Kamomill (Matricaria recutita).

En ört (latin: herba) är en växt med oförvedad stam. Motsatsen till en örtartad växt kallas vedartad.
Örtens ovanjordiska delar vissnar oftast bort vid vegetationsperiodens slut eller sedan den förökat sig med frösättning. Tvååriga och fleråriga örter (bienner respektive perenner) överlever med stammar och rötter i marken; ibland har de kvarsittande blad och frön. Ettåriga örter (annueller) överlever endast genom frön. 
Det finns även örter som inte vissnar ner utan är städsegröna. Gemensamt är att de bildar inget eller endast lite lignin i sina stjälkar.
Ett antal örter har blad, blommor eller stjälkar som används färska eller torkade för smaksättning eller garnering av mat. I vissa sammanhang särskiljs örter från "egentliga kryddor" som används för att smaksätta eller färga mat men inte består av blad, blommor eller stjälkar utan av frön, frukter, bark eller andra växtsubstanser.[källa behövs]